# Simka

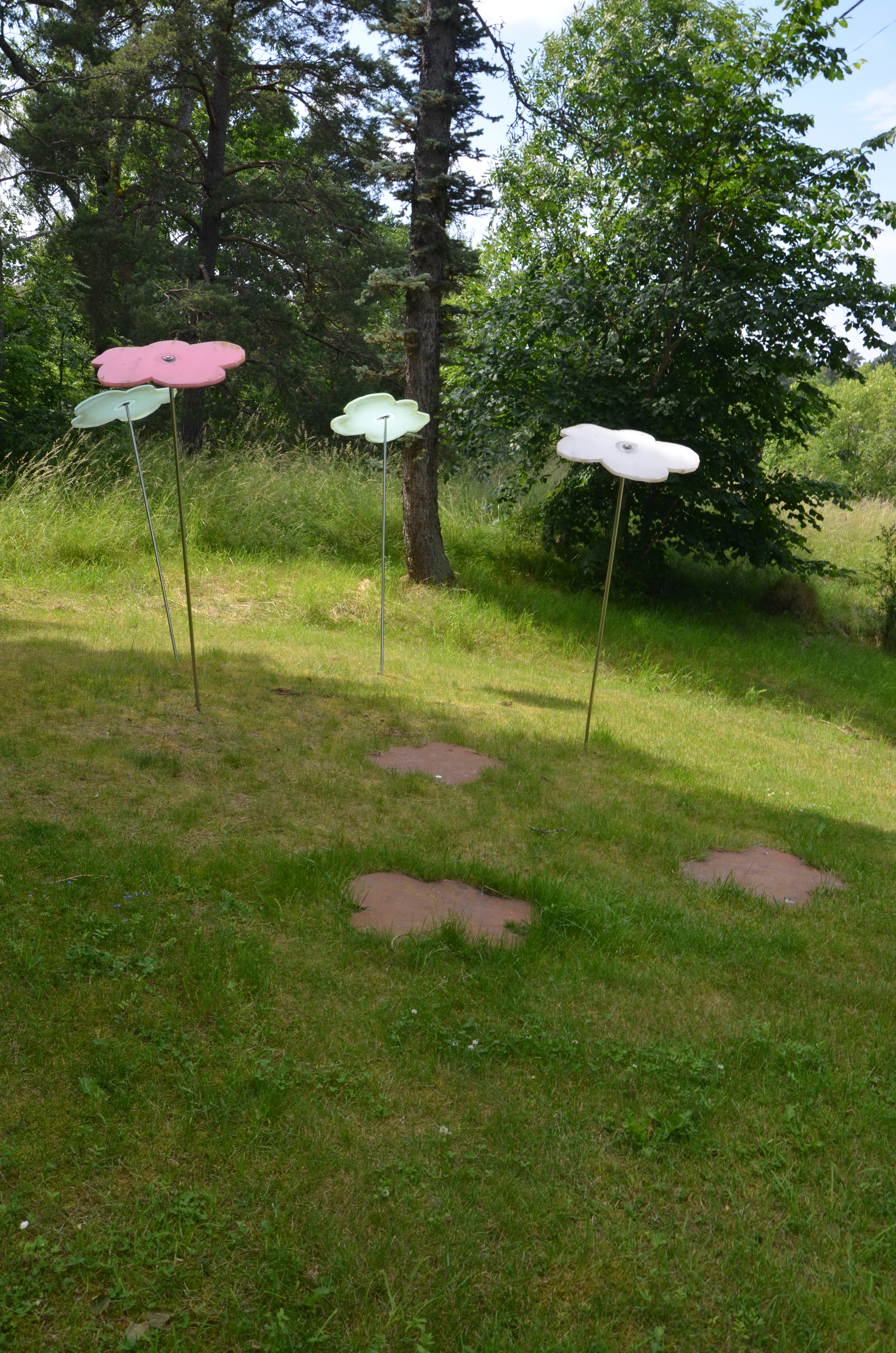
Pupinupporna och abbotens lustar i Görvelns slotts skulpturpark.

SIMKA är projektnamnet för bildkonstnärerna Simon Häggbloms (född 1953) och Karin Linds (född 1959) gemensamma konstnärliga verksamhet. Genom SIMKA kombinerar de sina erfarenheter av bildkonst, scenografi och landskapsarkitektur. Centralt undersökandet och skapandet av olika rum och platser för mänsklig interaktion. De rör sig i spänningsfält mellan urbanitet och natur, fiktion och vanevärld. Verken är mer eller mindre permanenta, placerade i luckorna, de solitära eller upplösta rummen i den offentliga eller privata sfären. SIMKA har varit verksamma i 12 år[när?] och har under de senaste[när?] åren genomfört flera större offentliga uppdrag.[källa behövs]
SIMKA arbetar med bildkonst, skulptur, film, måleri samt scenografi och trädgårdsarkitektur. Simka har bland annat utfört projekt på uppdrag av Statens konstråd, Stockholms stad, Nacka kommun, Svenska Kulturhuset i Paris, Cullbergbaletten, Reims scénés d'Europe, Dramaten och Skulpturens hus i Stockholm.
Simon Häggblom och Karin Lind fälldes våren 2011 av Svea hovrätt för förseelse mot områdesskydd efter ett ha borrat fästen för neongula små plasthus i klipporna på Landsort (Öja) i Stockholms skärgård. Installationen Blick hade 2008 ingått i föreningen Kulturbryggans utställning på Landsort.

## Offentliga verk i urval
- Pupinuppor och abbotens lustar, Görvälns slotts skulpturpark, 2007
- Underlandet, Kriminalvårdsanstalten Hall, Södertälje 2011
- Sången från Skogen, Igelstaverket, Södertälje 2010
- Fästmanssoffan, Micasa fastigheter AB, Stockholm
- Les Trois Mages, Notre Dame, Reims, Frankrike, tillfälligt för Reims scénés d'europe 2011
- Tre gula hus, Öja, Stockholms skärgård 2013

## Utställningar

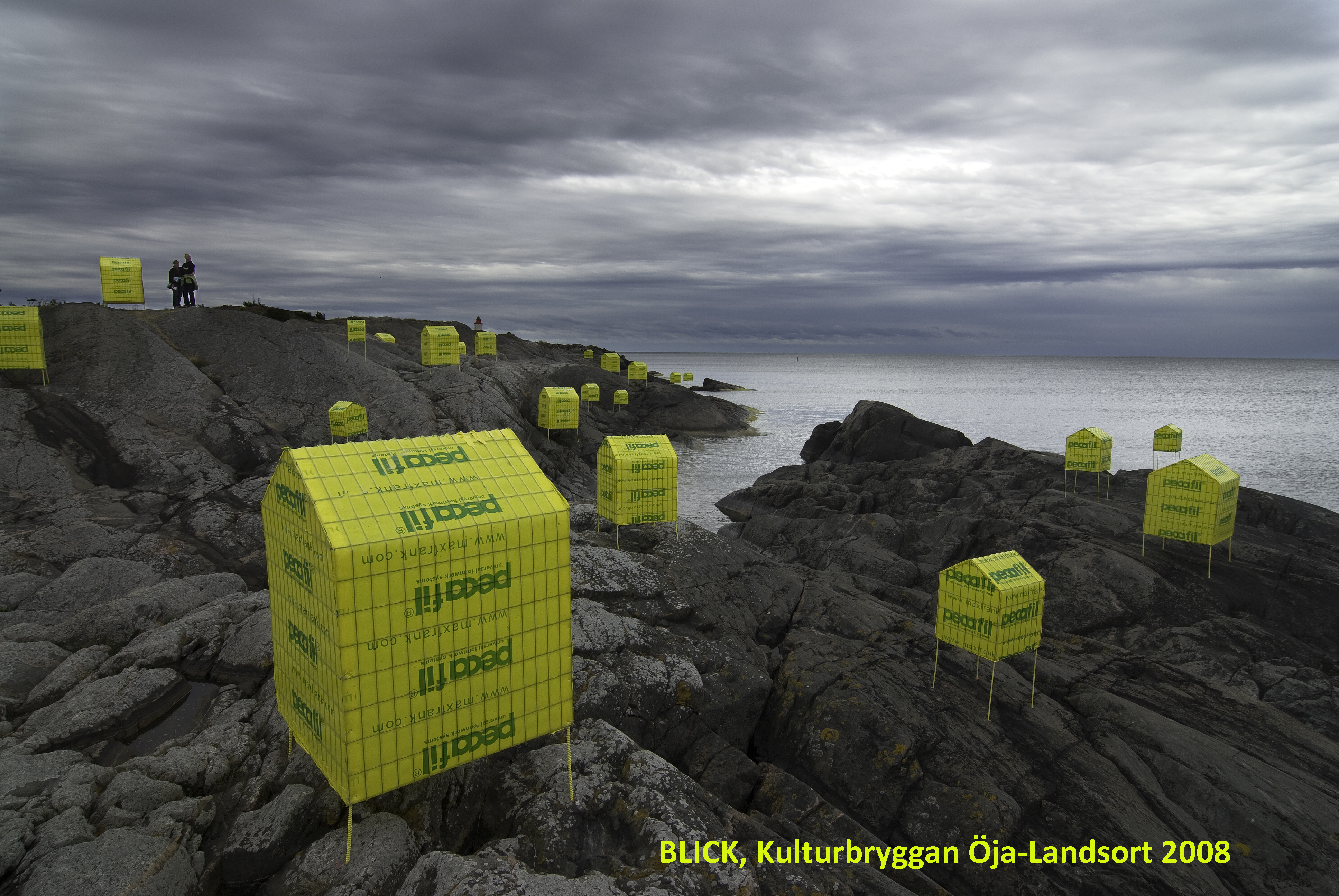
Blick, Kulturbryggan Öja - Landsort 2008

- Lucida drömmar, Körsbärsgården konsthall 2013
- Yellow Hop, Tegen2, Stockholm 2012
- Narcissus, Bergdala konstgalleri, Småland 2011
- Friktion, Konstnärshuset i Stockholm 2009
- Blick, Kulturbryggan Öja - Landsort 2008
- Invidindividduell, Dieselverkstan Nacka och Jakobsbergs konsthall, Järfälla 2006